# David Young (nageur)
Pour les articles homonymes, voir David Young.
David « Tolu »Young, né le 23 mars 2005, est un nageur fidjien né à Sydney. Il est spécialiste des épreuves de sprint nage libre.

## Carrière
Young a fréquenté l'école internationale Souva à Fidji, puis plus tard le lycée Curtis à Washington, où il a été champion d'État et détenteur du record d'État du 50 m nage libre. En 2023, Young s'est engagé à nager au niveau universitaire à l'Université d'État de l'Arizona,.
Lors des Jeux du Commonwealth 2023, il remporte au total trois médailles d’argent sur le 50m nage libre et le relais 4×50m.
Le 4 juillet 2024, l'Association sportive des Fidji et le Comité national olympique ont annoncé que Young représenterait les Fidji aux Jeux olympiques de 2024 à Paris, en France. Young a ensuite remporté la cinquième série du 50 m nage libre masculin avec un nouveau record national de 22,71 secondes, mais n'a pas réussi à se qualifier pour les demi-finales.

## Vie privée
Young est né d'un père américain et d'une mère fidjienne. Il a passé son enfance aux Fidji avant de déménager aux États-Unis en 2019.
Young a un lien de parenté avec le nageur fidjien Hansel McCaig.

## Records personnels
Actualisé le 11 décembre 2024
| Événement                          | Temps    | Compétition                                                | Date             | Remarque(s)     |
| ---------------------------------- | -------- | ---------------------------------------------------------- | ---------------- | --------------- |
| 50 m nage libre                    | 22,71    | Jeux olympiques d'été 2024 - Paris                         | 1er août 2024    | Record National |
| 100 m nage libre                   | 51,57    | Jeux de la Jeunesse du Commonwealth 2023                   | 1er août 2023    |                 |
| 50 m brasse                        | 30,76    | 22e Jeux du Commonwealth 2022                              | 1er août 2022    |                 |
| 100 m brasse                       | 1mn08,99 | Séries de natation professionnelles TYR à San Antonio 2022 | 31 mars 2022     |                 |
| 50 m Papillon                      | 24,47    | Jeux de la Jeunesse du Commonwealth 2023                   | 6 août 2023      | Record National |
| 50 m papillon (petit bassin)       | 23,11    | Championnat du Monde aquatique de Natation 2024            | 10 décembre 2024 | Record National |
| 100 m papillon                     | 58,16    | Jeux de la Jeunesse du Commonwealth 2023                   | 8 août 2023      |                 |
| Relais 4x100 nage libre hommes     | 3mn31,46 | 22e Jeux du Commonwealth 2022                              | 30 juillet 2022  | Record National |
| Relais 4x200 m nage libre hommes   | 8mn27,20 | XVIIe Jeux du Pacifique 2023                               | 21 novembre 2023 |                 |
| Relais 4x100 m quatre nages hommes | 3mn55,31 | 22e Jeux du Commonwealth 2022                              | 3 août 2022      |                 |
| Relais mixte 4x100 nage libre      | 3mn49,95 | 22e Jeux du Commonwealth 2022                              | 29 juillet 2022  |                 |